# Robert Breitwieser
Robert Breitwieser, né le 1er juin 1899 à Mulhouse et mort le 11 mai 1975 dans la même ville, est un artiste-peintre français originaire d'Alsace.
Robert Breitwieser est un homme à la double culture, française et allemande. Nourri d’une solide formation à l’école d’art de Hans Hofmann à Munich, de rencontres déterminantes (par exemple à Paris en 1929, il devient l'ami du poète Jean-Paul de Dadelsen, Alsacien d'origine comme lui et dont il peint le portrait), de voyages en Europe et d’une importante activité d’écriture et de réflexion critique, Robert Breitwieser a laissé derrière lui une œuvre riche et diverse. 
Il est le grand-père de Bruno Breitwieser lui-même artiste.
Robert Breitwieser est considéré comme une des meilleures expressions de l’école alsacienne du XXe siècle. Encouragé par ses parents, Robert Breitwieser s’initie à la peinture dès son enfance. Voici les étapes déterminantes de sa formation.

## L’apprentissage
Robert Breitwieser commence son apprentissage à l’École de dessin de Mulhouse où il acquiert les techniques de base. Apprenant à saisir la forme autant que la lumière, il peint son univers : les paysages, les éléments de la nature. Il y découvre aussi les œuvres des grands maîtres anciens. Admiratif, il s’attachera à les étudier jusque dans sa vieillesse.

## Période de recherches et d’expérimentations
Vers 1918-1919, Robert Breitwieser fréquente l’Académie des Beaux-arts de Stuttgart, suit des séances de travail dans les académies libres de Montparnasse. Le peintre alsacien y découvre l’École moderne des impressionnistes qui influença toute sa carrière, recherchant des effets de variation de lumière dans la représentation des corps, des portraits et des visages. Des déplacements à Bâle, Strasbourg, Dresde, Berlin, Genève enrichissent ses connaissances. Il s’intéresse au caractère expressif de la couleur.

## Munich
Les voyages qu’il fait à Munich en 1920-22 sont le prolongement de ses expériences précédentes, Breitwieser y étudie pendant deux ans à l’école Hans Hoffmann. Mais le peintre fréquente surtout le quartier Schwabing, le quartier des artistes. Le peintre poursuit sa quête artistique, assimile les principes du Cavalier bleu (Der blaue Reiter) et de la Brücke. Ces séjours ont été décisifs pour l’évolution de son œuvre. Les compositions se simplifient et les couleurs s’intensifient. Les œuvres de la seconde moitié des années 1920 en témoignent.
Durant toute sa carrière, Robert Breitwieser n’a cessé de chercher de nouvelles voies, renouvelant sans cesse son art.